# Мишела Рапо
Мишела Рапо (на албански: Mishela Rapo) – албанска певица, която представлява Албания на Конкурса за детска песен на Евровизия 2015 с песента „Dambaje“.

## Биография
Рапо е родена на 4 декември 2000 г. в Тирана, столицата на Албания. Започва да пее, когато е в предучилищна възраст, макар да проявява интерес към музиката от по-ранна възраст. Взема участие в много певчески конкурси, от които получава награди. Първото ѝ явяване на националната селекция на Албания Festivali i Këngës per Fëmijë në Tiranë е през 2012 с песента „Mama mia“. На 27 май 2015 е избрана да представя страната си на Детската Евровизия в София с песента „Dambaje“.

## Дискография
| Година               | Заглавие            | Превод                 | Албум                |
| -------------------- | ------------------- | ---------------------- | -------------------- |
| 2012                 | „Mama mia (Te amo)“ | „Mama mia (Обичам те)“ | не е включен в албум |
| 2015                 | Dambaje             |                        |                      |
| не е включен в албум |                     |                        |                      |